# Pandanus christmatensis
Pandanus christmatensis är en enhjärtbladig växtart som beskrevs av Ugolino Martelli. Pandanus christmatensis ingår i släktet Pandanus och familjen Pandanaceae.
Artens utbredningsområde är Julön. Inga underarter finns listade.